# Massamba Ndiaye
Massamba Ndiaye (sinh ngày 8 tháng 10 năm 2001) là một cầu thủ bóng đá chuyên nghiệp người Sénégal hiện đang thi đấu ở vị trí thủ môn cho câu lạc bộ Clermont Foot tại Ligue 1.

## Sự nghiệp thi đấu

### Pau
Ndiaye gia nhập câu lạc bộ Pau vào năm 2021 từ câu lạc bộ CNEPS Excellence. Anh gia hạn hợp đồng với Pau vào ngày 25 tháng 5 năm 2022 cho đến tháng 6 năm 2025.
Anh ra mắt đội bóng trong trận hòa 1–1 tại Ligue 2 trước Bastia vào ngày 5 tháng 2 năm 2022.

### Clermont Foot
Ngày 3 tháng 8 năm 2023, anh gia nhập câu lạc bộ Clermont Foot tại Ligue 1.